# Długoszpar
Długoszpar, rekin olbrzymi, żarłacz olbrzymi, rekin gigantyczny, rekin słoneczny (Cetorhinus maximus) – gatunek dużej, morskiej ryby chrzęstnoszkieletowej, jedyny żyjący przedstawiciel rodziny długoszparowatych (Cetorhinidae) zaliczanej do lamnokształtnych. Nazywany czasami rekinem słonecznym z powodu skłonności do wygrzewania się na słońcu tuż pod powierzchnią wody.
Największy zanotowany osobnik mierzył 12,27 m długości. Większy od niego jest jedynie rekin wielorybi, wraz z którym należą do grona trzech znanych gatunków rekinów planktonożernych. Trzecim jest rekin wielkogębowy.
W zapisie kopalnym długoszpar znany jest z miocenu, a może nawet oligocenu. Skamieniałości te są często przypisywane do współczesnego gatunku C. maximus, mogą jednak reprezentować odrębne, wymarłe gatunki.

## Występowanie
Długoszpar jest gatunkiem kosmopolitycznym, występującym w chłodnych i umiarkowanie ciepłych wodach oceanicznych półkuli północnej i południowej.

## Cechy charakterystyczne
Ciało masywne, wrzecionowate, długie, szarobrązowe do ciemnoszarego; grzbiet prawie czarny, spód jaśniejszy, zwykle biały, ale spotykane są osobniki o ciemnym ubarwieniu spodniej części ciała. Pysk krótki, z szerokim otworem gębowym wyposażonym w 4-9 rzędów drobnych, stożkowatych zębów. Ich łączna liczba dochodzi do 3000. Oczy małe. Pięć par bardzo długich szczelin skrzelowych zachodzi na brzuszną stronę ciała (stąd nazwa długoszpar). Łuki skrzelowe wyposażone są w wyrostki filtracyjne służące do filtrowania planktonu, na każdym łuku jest ponad tysiąc wyrostków o długości 10–14 cm. Gatunek jajożyworodny. Długoszpary pływają pojedynczo, parami lub w grupach złożonych z kilkunastu, czasem nawet stu osobników.
Przeciętna długość długoszparów różni się w zależności od obszaru i wynosi od 4,67 do 6,66 m. Pomimo dużych rozmiarów i groźnie brzmiącej nazwy rekin olbrzymi jest spokojny, łagodnie usposobiony i niegroźny dla człowieka, jeśli nie zostanie zaatakowany. Długoszpary żyją do 50 lat. Biologia rozrodu długoszparów nie została do tej pory dobrze poznana. Ciąża trwa dwa lata, samica rodzi jedno, rzadziej dwa młode.
Żerujące długoszpary pływają powoli z szeroko rozwartym otworem gębowym pobierając w ciągu godziny do 2 tysięcy ton wody zawierającej drobne organizmy, głównie widłonogi. Potrafią jednak rozwijać znaczne prędkości i wyskakiwać ponad powierzchnię wody.